# Exacum gracile
Exacum gracile är en gentianaväxtart som beskrevs av J. Klackenberg. Exacum gracile ingår i släktet Exacum och familjen gentianaväxter. Inga underarter finns listade i Catalogue of Life.